# Wedge Tombs im Burren
Die zwischen 4000 und 2500 v. Chr. in der Jungsteinzeit errichteten Wedge Tombs im Burren im Burren im County Cavan in Irland werden “Giant’s Grave” dt. „Riesengrab“ und “Tullygobban Hill” genannt. Sie liegen am 22 km langen „Cavan Way“, etwa vier Kilometer südlich von Blacklion in einem Kiefernwald. Wedge Tombs (deutsch „Keilgräber“), früher auch „wedge-shaped gallery grave“ genannt, sind doppelwandige, ganglose, mehrheitlich ungegliederte Megalithbauten der späten Jungsteinzeit und der frühen Bronzezeit in Irland.

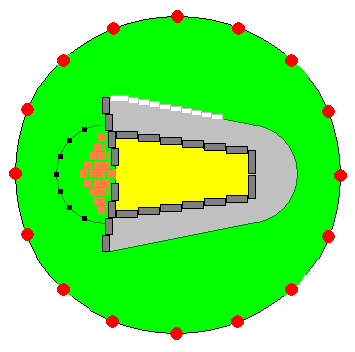
Prinzipskizze Wedge Tomb am Beispiel von Island

## Giant’s Grave oder Giants Leap
Das West-Ost orientierte Wedge Tomb ist, zusammen mit Labbacallee, mit über sieben Metern Länge eines der größten in Irland. Die mit fünf großen, in situ befindlichen Decksteinen versehene, weitgehend intakte Megalithanlage besteht aus einer Vor- und einer Hauptkammer, die durch eine große seitliche Platte getrennt werden. Am westlichen Ende befindet sich der Zugang mit einem Deckstein, auf dem sich Cup-and-Ring-Markierungen befinden. Die Anlage ist aus großen Sandsteinblöcken errichtet worden. Sie war ursprünglich von einem Erdhügel bedeckt, der durch große Randsteine gehalten wurde. Einige der Steine der doppelten Wandung sind vor Ort erhalten. Es gibt Hinweise auf einen äußeren Ring.
Lage: 54° 15′ 44″ N, 7° 53′ 0,8″ W

### Folklore oder Mythologie
Die Folklore erzählt von den Riesen Lugh und Lag, die beide eine junge Riesin liebten. Im Bemühen, sie zu beeindrucken, forderten sie sich heraus über eine breite Kluft zu springen. Lag glaubte in einem Anfall von Übermut, er könne sogar rückwärts herüberspringen, aber bei dem Versuch fiel er in die Schlucht und wurde in dem Wedge Tomb neben dem Abgrund begraben. Die Stelle heißt deshalb Giant’s Leap (deutsch „Riesensprung“).

## Tullygobban Hill Wedge Tomb
Tullygobban (auch Tullygobbin Hill) ist ein ähnliches Wedge Tomb wie Giant’s Grave. Es ist ziemlich ruiniert, aber man kann die Kammer noch gut erkennen, von der drei verschobene Decksteine erhalten sind. Viele der Randsteine um die zusammengestürzte Galerie sind noch erkennbar. Etwa acht Meter südwestlich des Denkmals liegt ein kleiner Rundcairn von fünf Metern Durchmesser, von dem nur die Randsteine erhalten sind, die das Aussehen eines kleinen Steinkreises vermitteln.
Lage: 54° 15′ 58,1″ N, 7° 53′ 12,1″ W